# Hinkelstein (Deidesheim)
Der Hinkelstein bei der rheinland-pfälzischen Stadt Deidesheim ist ein Felsblock mit Einkerbungen, die gemacht wurden, um eine Grenze zu bezeichnen. Er befindet sich am Eingang des Sensentals im Pfälzerwald an der Ostgrenze des Deidesheimer Stadtwaldes. Er ist mit dem Waldloogzeichen Deidesheims versehen, einem um einen Querbalken erweiterten Kreuz, und der Grenzsteinummer 255.
Der Hinkelstein ist sowohl als Kultur- als auch als Naturdenkmal eingestuft.